# Auvergne-Rhône-Alpes
Auvergne-Rhône-Alpes är en administrativ region i Frankrike. Den bildades den 1 januari 2016 genom en sammanslagning av två tidigare regioner: Auvergne och Rhône-Alpes. Regionens största stad och huvudstad är Lyon.
Auvergne-Rhône-Alpes är tillsammans med Lombardiet, Katalonien och Baden-Württemberg en av de fyra regionerna som ingår i samarbetet De fyra motorerna för Europa.

## Indelning
| Nummer | Departement       | Huvudort         | Region 1982-2015 |
| ------ | ----------------- | ---------------- | ---------------- |
| 01     | Ain               | Bourg-en-Bresse  | Rhône-Alpes      |
| 03     | Allier            | Moulins          | Auvergne         |
| 07     | Ardèche           | Privas           | Rhône-Alpes      |
| 15     | Cantal            | Aurillac         | Auvergne         |
| 26     | Drôme             | Valence          | Rhône-Alpes      |
| 38     | Isère             | Grenoble         | Rhône-Alpes      |
| 42     | Loire             | Saint-Étienne    | Rhône-Alpes      |
| 43     | Haute-Loire       | Le Puy           | Auvergne         |
| 63     | Puy-de-Dôme       | Clermont-Ferrand | Auvergne         |
| 69D    | Rhône             | Lyon             | Rhône-Alpes      |
| 69M    | Métropole de Lyon | Lyon             | Rhône-Alpes      |
| 73     | Savoie            | Chambéry         | Rhône-Alpes      |
| 74     | Haute-Savoie      | Annecy           | Rhône-Alpes      |